# گورستان شهیدان
قبرستان شهیدان مربوط به سده‌های متاخر دوران‌های تاریخی پس از اسلام است و در شهرستان خاش، بخش مرکزی، دهستان سنگان، ۱/۲ کیلومتری شمال شرق روستای سنگان واقع شده و این اثر در تاریخ ۲۷ اسفند ۱۳۸۶ با شمارهٔ ثبت ۲۲۶۳۲ به‌عنوان یکی از آثار ملی ایران به ثبت رسیده است.